# Vanbenedenia kroeyeri
Vanbenedenia kroeyeri är en kräftdjursart som beskrevs av Malm 1860. Vanbenedenia kroeyeri ingår i släktet Vanbenedenia, och familjen Lernaeopodidae. Arten är reproducerande i Sverige.